# Elia Alessandrini
Elia Alessandrini (* 3. März 1997 in Bern; † 16. Dezember 2022 bei Maskat, Oman) war ein schweizerisch-italienischer Fussballspieler. Der Innenverteidiger war Schweizer Juniorennationalspieler.

## Persönliches
Alessandrini wuchs zusammen mit einem fünf Jahre älteren Bruder in Moosseedorf bei Bern auf.
Im Jahr 2012 fiel er als 14-jähriger Balljunge auf, indem er sich nach einem Länderspiel der Schweiz gegen Argentinien zu Lionel Messi schlich, um diesem die Hand zu schütteln.
Neben seiner Karriere als Profifussballer studierte er Rechtswissenschaft.
Er starb 25-jährig in den Ferien in der Nähe von Maskat, der Hauptstadt Omans, beim Schwimmen und Tauchen im Pool. Er tauchte nicht mehr auf, jegliche Hilfe kam zu spät. Die Todesursache ist Stand Dezember 2022 nicht bekannt.

## Karriere

### Verein
Mit sechs Jahren trat Alessandrini dem Fussballverein FC Schönbühl bei und lernte dort die Grundlagen des Fussballspielens. Ab 2008 durchlief er mehrere Jugendauswahlen beim BSC Young Boys und besuchte das Sportgymnasium in Bern. In der Saison 2016/17 amtierte der Abwehrspieler als Kapitän der Mannschaft Young Boys II (U21). Seinen ersten Einsatz in der 1. Mannschaft des BSC Young Boys hatte Alessandrini am 19. Juli 2016 im Uhrencup gegen Galatasaray Istanbul. Zur Saison 2017/18 wurde er an den Ligakonkurrenten FC Thun verliehen. Dort gab er am 9. August 2017 gegen seinen Stammverein BSC Young Boys sein Profidebüt in der Super League, als er beim 4:0-Auswärtssieg in der 90. Spielminute für Matteo Tosetti eingewechselt wurde.

### Nationalmannschaft
Alessandrini gehörte schon früh zum erweiterten Kader der U-15-Nationalmannschaft und hatte ab 2012 Einsätze bei Länderspielen. Nach einer längeren Verletzung wurde er 2015 wieder in die Schweizer U-18-Auswahl aufgenommen. Er wurde für die U-19-Europameisterschaft 2016 aufgeboten und spielte drei Partien während der Qualifikations- und Eliterunde. Zuletzt gehörte er zu den Spielern der U-20-Nationalmannschaft und zum erweiterten Kader der U-21-Nationalmannschaft.